# Калужская волость (Херсонский уезд)
Калужская волость — административно-территориальная единица Херсонского уезда Херсонской губернии.
По состоянию на 1886 год состояло из 12 поселений, 12 сельской общины. Население 6178 человек (3191 мужского пола и 2987 женского), 834 дворовых хозяйства.
|                        | Площадь, десятин | В том числе пахотной, дес. |
| ---------------------- | ---------------- | -------------------------- |
| Сельских общин         | 18 869           | 10 660                     |
| Частной собственности  | 17 820           | 3675                       |
| Казённой собственности | 1211             | -                          |
| Другой собственности   | 163              | 163                        |
| Всего                  | 38 063           | 14 498                     |

Самые большие поселения волости:
- Калужское — село при реке Висунь в 100 верстах от уездного города, 1174 человека, 270 дворов, православная церковь, школа, 3 лавки. За 6 вёрст — кирпичный завод.
- Большой Нагартов — колония евреев при реках Висунь и Добрый, 1149 человек, 98 дворов, синагога, 2 еврейских молитвенных дома, школа, больница.
- Малый Нагартов — колония евреев при реке Висунь, 302 человека, 35 дворов, еврейский молитвенный дом.
- Мураховка (Новосёлка) — село при прудах, 611 человек, 87 дворов.
- Новопавловка (Ново-Павловка) — село при балке Белой, 634 человека, 128 дворов, молитвенный дом, школа, 4 лавки.
- Романовка (Большая Романовка и Малая Романовка) — колония евреев при реке Висунь, 1476 человек, 83 двора, 4 еврейских молитвенных дома, школа.